# Grob-Werke
La Grob-Werke GmbH & Co. KG è la Holding della Grob Group. L'impresa familiare è attiva nelle macchine utensili. La società ha sede a Mindelheim nel circondario della Bassa Algovia.

## Storia
La Grob-Werke viene fondata nel 1926 da Ernst Grob a Monaco di Baviera. Dal 1952 guida la società Burkhart Grob (* 1926; † 2016). Si concentrò allora nella produzione di motori a scoppio e macchine utensili. Nel 1956 viene creata la prima sede estera São Paulo (Brasile). Nel 1968 è fondata la sede a Mindelheim, con la produzione di macchine transfer.

## Struttura
La Grob-Werke fino al 2006 appartenne alla Werkzeugmaschinen e Luft- und Raumfahrt. La divisione aerospazio nel 2006 venne ceduta e creata la Grob Aerospace AG, dal 2009 diventa Grob Aircraft AG. La sede di Mindelheim è dal 1976 la Stammwerk della Grob-Werke e anche Stammsitz. La sede di Mindelheim ha una superficie di oltre 113.000 m2.

### Macchine utensili
La società oltre alla sede di Mindelheim ha filiali a Bluffton (Ohio) (USA), Dalian (Cina) e São Paulo (Brasile). Producono sistemi completi per motorizzazioni e trasmissioni in ambito aeronautico. Inoltre Grob fornisce il settore automobilistico.

### Sedi
- Grob-Werke GmbH & Co. KG, Mindelheim
- B. Grob do Brasil S.A. (dal 1956), São Paulo, Brasile
- Grob Systems, Inc. Machine Tool Division (dal 1983), Bluffton (Ohio), USA
- Grob Machine Tools U.K. Ltd. (dal 1990), Warwickshire, Inghilterra
- Grob Mexico S.A. DE C.V. (dal 2000), Saltillo, Messico
- Grob Beijing Co. Ltd. (dal 2003), Beijing, Cina
- Grob Korea Co. Ltd. (dal 2005), Seoul, Sudcorea
- Grob Technology Development (Beijing) Co., Ltd. (dal 2005), Shanghai, Cina
- Grob Machine Tools Dalian CO. Ltd. (dal 2011), Dalian, Cina
- Grob Italy (DMG Meccanica) (dal 2017), Torino, Italia